# Paquetville
Paquetville est un village du comté de Gloucester au nord-est du Nouveau-Brunswick (Canada). Dans le cadre de la réforme de la gouvernance locale du 1er janvier 2023, il fait partie de la nouvelle ville de Hautes-Terres.

## Toponyme

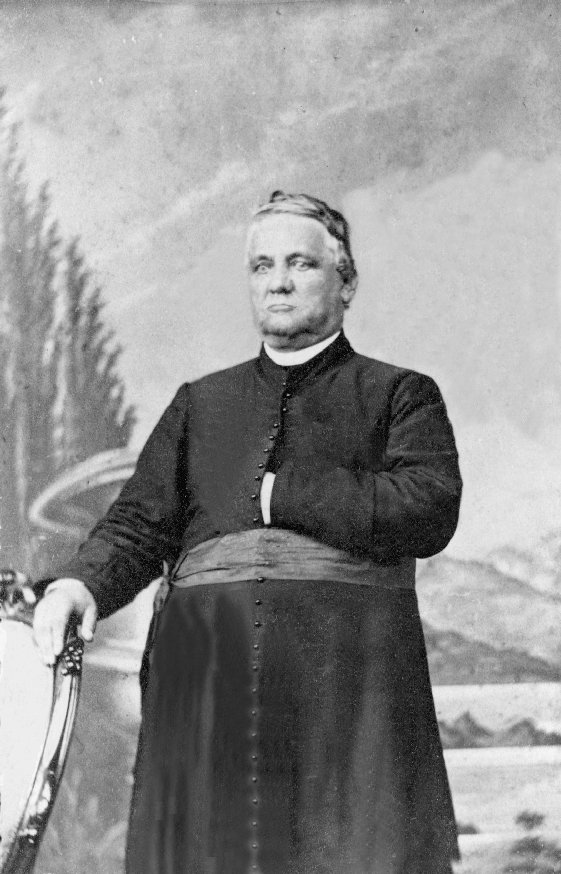
Portrait de Joseph-Marie Paquet.

Paquetville est nommé ainsi en l'honneur de Joseph-Marie Paquet (1804-1869), prêtre catholique.

## Géographie

Carte topographique de Paquetville et des environs.

### Géographie physique

#### Situation
Paquetville est situé à environ 50 kilomètres de route à l'est de Bathurst, dans la péninsule acadienne.
Paquetville est enclavé dans la Paroisse de Paquetville. Le village a une superficie de 9,40 kilomètres carrés.
Paquetville est généralement considérée comme faisant partie de l'Acadie.

#### Topographie
Paquetville est situé dans les terres, à 17 kilomètres au sud de la baie des Chaleurs et à 22 kilomètres à l'ouest du golfe du Saint-Laurent. Le terrain est légèrement accidenté, le village est en fait situé sur un plateau. Le ruisseau Pollard passe au sud et le ruisseau Dempsey au nord. Ceux-ci sont des affluents de la rivière Pokemouche. Le ruisseau Serbys, un affluent de la rivière Caraquet, prend quant à lui sa source à l'est.

### Géographie humaine

#### Morphologie urbaine
L'église Saint-Augustin et les autres bâtiments institutionnels, situé à l'intersection de la rue du Parc et de la rue des Fondateurs, divisent en quelques sorte le village en un quartier est et ouest. L'artère principale est la rue des Fondateurs et quelques autres commerces et services sont situés sur la rue du Parc. Le quartier à l'est est le plus populeux, avec également les rues du Centenaire, Boisjoli, des Peupliers, des Érables, des Pins, du Bocage et des Prés. À l'ouest, les maisons sont surtout concentrées sur la rue des Fondateurs, mais il y en a quelques dizaines plus loin, sur les rues des Bouleaux, des Champs, des Aulnes, des Épinettes, des Bouleau et Bellechase. La plupart des développements à l'extérieur de la rue des Fondateurs datent de moins de vingt ans.

#### Logement
Le village comptait 290 logements privés en 2006, dont 275 occupés par des résidents habituels. Parmi ces logements, 72,7 % sont individuels, 9,1 % sont jumelés, 5,5 % sont en rangée, 3,6 % sont des appartements ou duplex et 7,3 % sont des immeubles de moins de cinq étages. Enfin, 3,6 % des logements entrent dans la catégorie autres, tels que les maisons-mobiles. 78,2 % des logements sont possédés alors que 21,8 % sont loués. 63,6 % ont été construits avant 1986 et 9,1 % ont besoin de réparations majeures. Les logements comptent en moyenne 6,3 pièces et 0,0 % des logements comptent plus d'une personne habitant par pièce. Les logements possédés ont une valeur moyenne de 74 900 $, comparativement à 119 549 $ pour la province.

## Histoire

### Origines
En 1825, le territoire est touché par les Grands feux de la Miramichi, qui dévastent entre 10 000 km2 et 20 000 km2 dans le centre et le nord-est de la province et tuent en tout plus de 280 personnes,.
Au tournant du XXe siècle, de nombreux Acadiens émigrent vers les États-Unis, alors que les terres deviennent de plus en plus rares dans les villages anciens. Le clergé favorise alors la fondation de nouveaux villages, en souhaitant aussi réduire la dépendance des pêcheurs envers les marchands anglo-protestants; c'est ainsi qu'est fondé Paquetville.

### XXesiècle

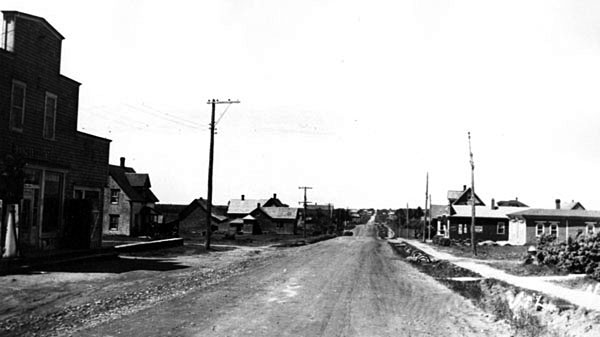
Une rue de Paquetville vers 1915.

Au cours du XXe siècle, plusieurs personnes s'intéressent à doter la paroisse de Paquetville de plus d'infrastructures et le père Gérard Gautreau crée le Club du Progrès, dont le but est d'organiser des projets communautaires. La succursale Paquet no 92 de la Société l'Assomption est fondée à Paquetville le 5 juillet 1909. Une école régionale est construite à la fin des années 1930. Les Sœurs des Sacrés-Cœurs de Jésus et de Marie enseignent à l'école jusqu'en 1960, où elles sont remplacées par les Filles Marie de l'Assomption. Le centre de la paroisse civile de Paquetville est finalement constitué en village le 9 novembre 1966. Le poste de maire est laissé vacant à la suite de l'élection triennale du 9 juin 1969. L'association des loisirs de Paquetville est mise sur pied le 5 juillet 1971. Un hôtel de ville est construit en 1984, car le conseil municipal dut siéger dans plusieurs édifices depuis la constitution du village. L'école Terre-des-Jeunes est inaugurée le 4 juin 1982; l'ancienne école est démolie par la suite, faute d'utilité. La Salaison Gauvin ferme durant les années 1980, nuisant à l'économie agroalimentaire du village et des environs[réf. souhaitée]. Le magasin de la Société des alcools du Nouveau-Brunswick ferme ses portes en 1997 pour être remplacé par une franchise.

### XXIesiècle
Paquetville connait un essor économique durant les années 2000 et plusieurs commerces ouvrent leurs portes. Le village est l'une des localités organisatrices du IVe Congrès mondial acadien, en 2009. La filature Paquet Yarns, située dans l'ancien édifice de la salaison Gauvin, ferme ses portes en 2011.

## Démographie
(juillet 2016).
Il y avait 642 habitants en 2006, répartis en 1 522 ménages, comparativement à 732 habitants en 1996, soit une baisse de 12,3 % en 10 ans. L'âge médian est de 44,3 ans, comparativement à 41,5 pour la province. 85,3 % de la population est âgée de plus de 15 ans, comparativement à 83,8 % pour la province. Les femmes représentent 54,3 % de la population, comparativement à 51,3 % pour la province. Chez les plus de 15 ans, 39,6 % sont célibataires, 33,3 % sont mariés, 6,3 sont séparés, 7,2 % sont divorcés et 12,6 % sont veufs,.
| 1976 | 1981 | 1986 | 1991 | 1996 | 2001 |
| ---- | ---- | ---- | ---- | ---- | ---- |
| 601  | 626  | 580  | 688  | 731  | 667  |

| 2006 | 2011 | 2016 | - | - | - |
| ---- | ---- | ---- | - | - | - |
| 642  | 706  | 720  | - | - | - |

Aucun habitant n'a d'identité autochtone ou ne fait partie d'une minorité visible. Les immigrants représentent 0% de la population et la totalité des habitants sont issus de familles établies au Canada depuis 3 générations ou plus.
Le français est la langue maternelle de 95,0 % des habitants, 1,7 % sont anglophones et 2,5 % sont bilingues. 24,8 % de la population peut communiquer dans les deux langues officielles et 73,6 % est unilingue francophone. Le français est parlé à la maison par 99,2 % des gens. Le français est la langue de travail de 93,8 % des employés, l'anglais de 3,1 % et 3,1 % utilisent les deux langues.
29,8 % des habitants âgés de plus de 15 ans possèdent un certificat, diplôme ou grade post-secondaire, comparativement à 44,6 % pour la province.

## Administration
(juillet 2016).

### Conseil municipal

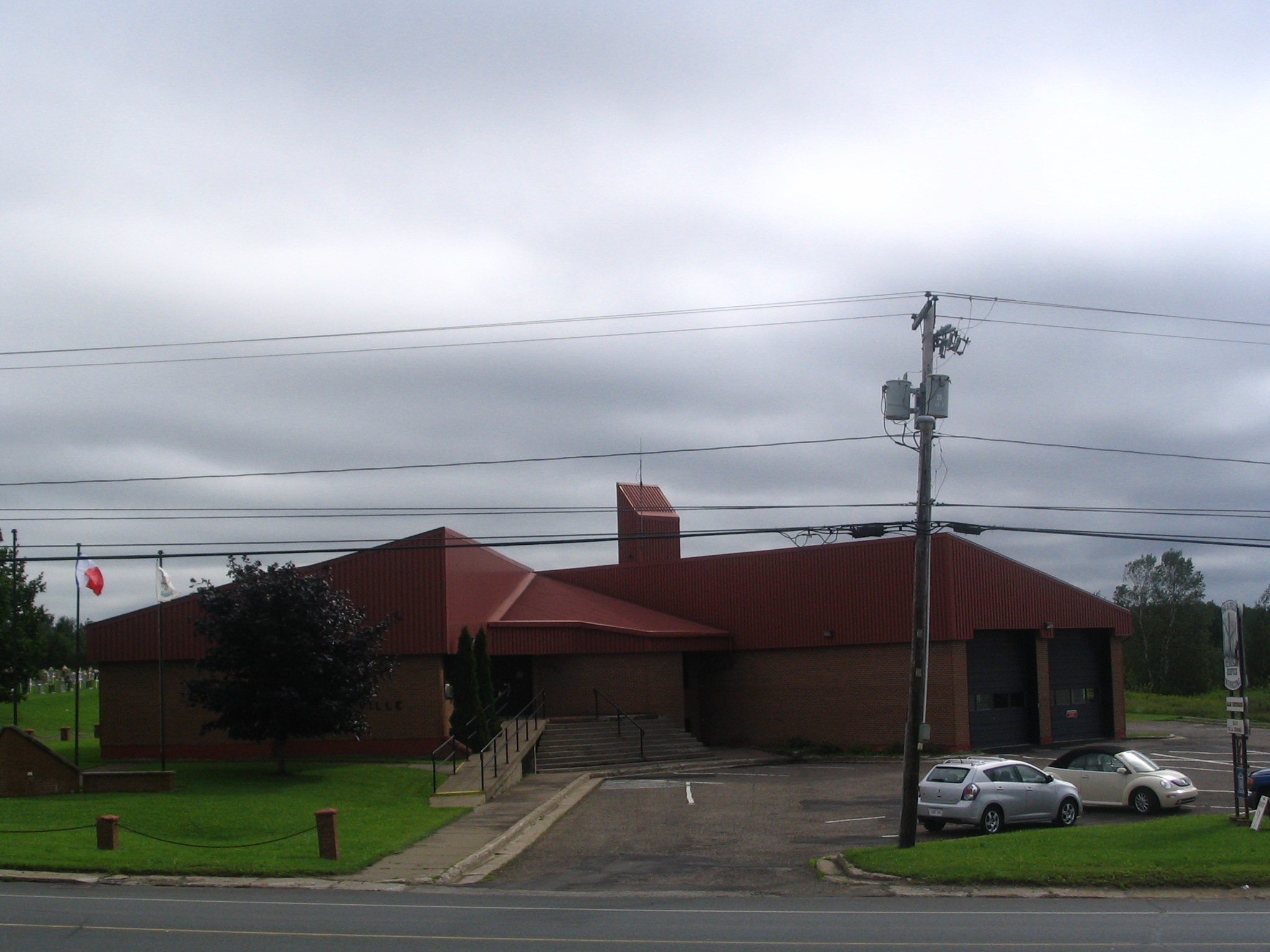
L'hôtel de ville de Paquetville.

Le conseil municipal est formé d'un maire et de quatre conseillers généraux. Le conseil précédent est formé à la suite de l'élection du 12 mai 2008, où le maire sortant est élu par acclamation. Le conseil municipal actuel est élu lors de l'élection quadriennale du 14 mai 2012.
Conseil municipal actuel
| Mandat      | Fonctions            | Nom(s)                                                         |
| ----------- | -------------------- | -------------------------------------------------------------- |
| 2012 - 2016 | Maire                | André Gozzo                                                    |
| 2012 - 2016 | Conseillers généraux | Diane Butler, Bertrand Godin, Carmen Thériault, Line Thériault |

Anciens conseils municipaux
| Mandat      | Fonctions   | Nom(s)                                                          |
| ----------- | ----------- | --------------------------------------------------------------- |
| 2008 - 2012 | Maire       | André Gozzo                                                     |
| 2008 - 2012 | Conseillers | Diane Butler, Bertrand Godin, Carmen Thériault, Line Thériault. |

| Période | Période  | Identité               | Étiquette | Qualité |
| ------- | -------- | ---------------------- | --------- | ------- |
| 2004    | en cours | André Gozzo            |           |         |
| 1998    | 2004     | Nancy Lainey-Thériault |           |         |
| 1989    | 1998     | Louis Monette          |           |         |
| 1977    | 1989     | Jean-Marie Pinet,      |           |         |
| 1974    | 1977     | Yvon Boudreau          |           |         |
| 1966    | 1974     | André Pinet            |           |         |

### Commission de services régionaux
Paquetville fait partie de la Région 4, une commission de services régionaux (CSR) devant commencer officiellement ses activités le 1er janvier 2013. Paquetville est représenté au conseil par son maire. Les services obligatoirement offerts par les CSR sont l'aménagement régional, la gestion des déchets solides, la planification des mesures d'urgence ainsi que la collaboration en matière de services de police, la planification et le partage des coûts des infrastructures régionales de sport, de loisirs et de culture; d'autres services pourraient s'ajouter à cette liste.

### Représentation et tendances politiques
Paquetville est membre de l'Association francophone des municipalités du Nouveau-Brunswick.
 Nouveau-Brunswick: Paquetville fait partie de la circonscription de Centre-Péninsule—Saint-Sauveur, qui est représentée à l'Assemblée législative du Nouveau-Brunswick par Denis Landry, du Parti libéral. Il fut élu en 2003 puis réélu en 2008 et en 2010.
 Canada: Paquetville fait partie de la circonscription d'Acadie-Bathurst. Cette circonscription est représentée à la Chambre des communes du Canada par Yvon Godin, du NPD. Il fut élu lors de l'élection de 1997 contre le député sortant Doug Young, en raison du mécontentement provoqué par une réforme du régime d’assurance-emploi.

### Chronologie municipale
- 1897: La paroisse de Paquetville est créée à partir d'une portion des paroisses de Caraquet et d'Inkerman, dans le comté de Gloucester[42],[43].
- 1939: Fondation de Notre-Dame-des-Érables.
- 1966: La municipalité du comté de Gloucester est dissoute et la paroisse devient le DSL de la paroisse de Paquetville. Le DSL de Notre-Dame-des-Érables et le village de Paquetville sont érigés dans la paroisse de Paquetville.

## Économie

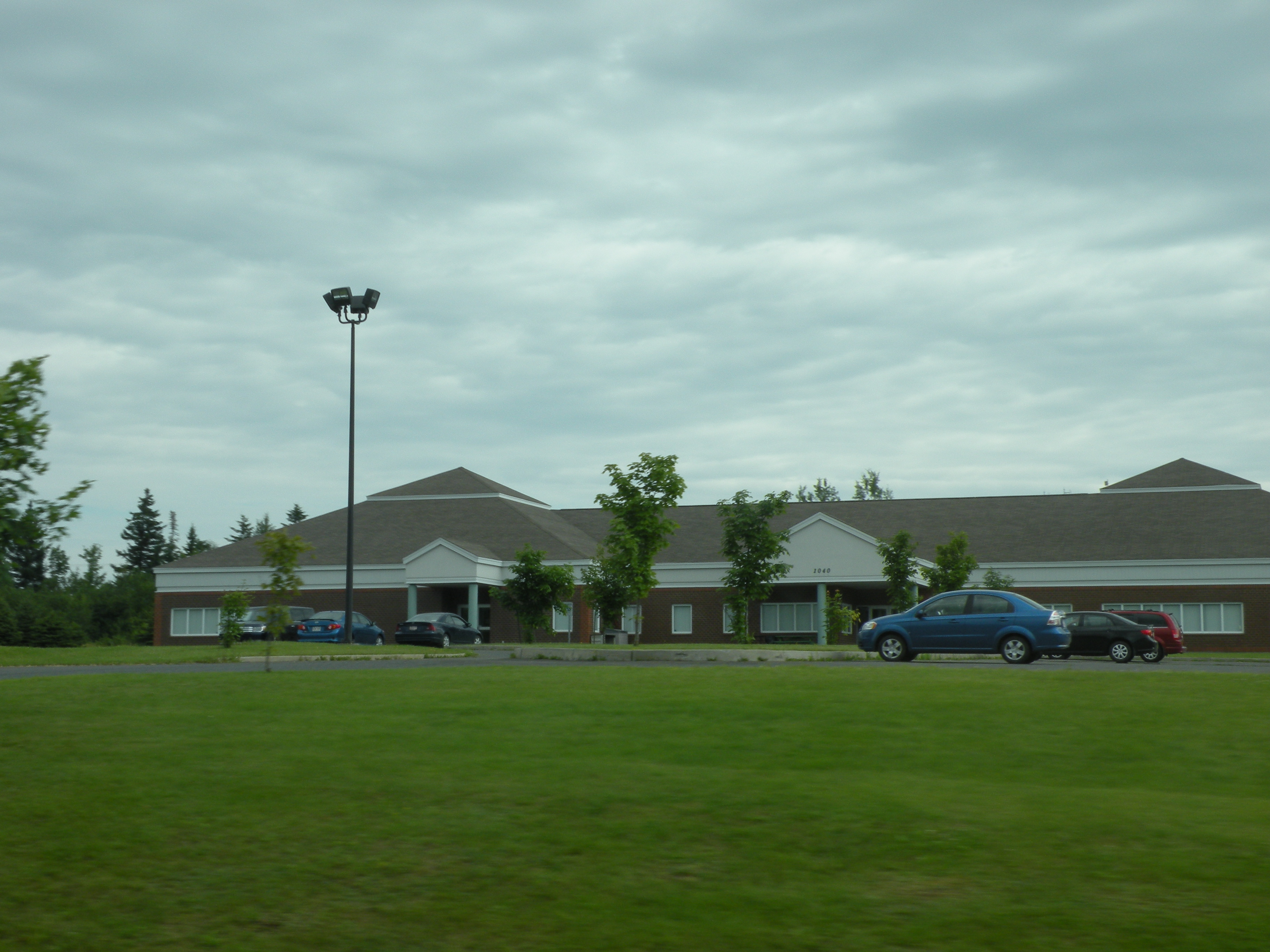
Le Parc technologique de la Péninsule acadienne, à Paquetville.

L'économie de la Péninsule acadienne est basée sur les ressources naturelles ainsi que les services et la fabrication. À Paquetville, la filature Paquet Yarns est ainsi installée dans l'ancienne salaison Gauvin depuis 1996 alors que les services et les commerces complètent l'économie du village, qui est par contre liée à l'exploitation forestière et à l'agriculture des environs. Les principales opportunités économiques sont pourtant à Caraquet et Tracadie-Sheila. La population active est d'ailleurs très mobile et 20 % des hommes travaillent à l'extérieur de la Péninsule.
Il y a une succursale de la Caisse populaire Acadie, basée à Caraquet et membre d'UNI Coopération financière.
Entreprise Péninsule, un organisme basé à Tracadie-Sheila faisant partie du réseau Entreprise, a la responsabilité du développement économique de la région.

## Vivre à Paquetville

### Éducation
L'école locale, Terre Des Jeunes, accueille les élèves de la maternelle à la 8e année. C'est une école publique francophone faisant partie du sous-district 5 du district scolaire Francophone Nord-Est. Il y avait auparavant une bibliothèque municipale mais le village est désormais desservi par un bibliobus toutes les trois semaines. La ville de Shippagan compte le CCNB-Péninsule acadienne et un campus de l'Université de Moncton.
Les anglophones bénéficient d'écoles à Bathurst. Les établissements d'enseignement supérieurs anglophones les plus proches sont à Fredericton ou Miramichi.

### Autres services publics
Il y a aussi un bureau de poste, une caserne de pompiers, un centre de santé et foyer de soins agréés, le Manoir Edith B. Pinet. Le village offre, lorsque nécessaire, le service de pompiers aux districts de services locaux environnants. Le détachement de la Gendarmerie royale du Canada le plus proche est situé à Caraquet. Le poste d'Ambulance Nouveau-Brunswick le plus proche est aussi à Caraquet.
Existant depuis le 20 juillet 1995, la Commission de gestion des déchets solides de la Péninsule acadienne (COGEDES) a son siège-social à Caraquet et la municipalité y a un représentant. Les déchets sont transférés au centre de transbordement de Tracadie-Sheila et les matières non-recyclables sont ensuite enfouies à Allardville.
Les francophones bénéficient du quotidien L'Acadie nouvelle, publié à Caraquet, ainsi que de l'hebdomadaire L'Étoile, de Dieppe. Les anglophones bénéficient quant à eux du quotidien Telegraph-Journal, publié à Saint-Jean.

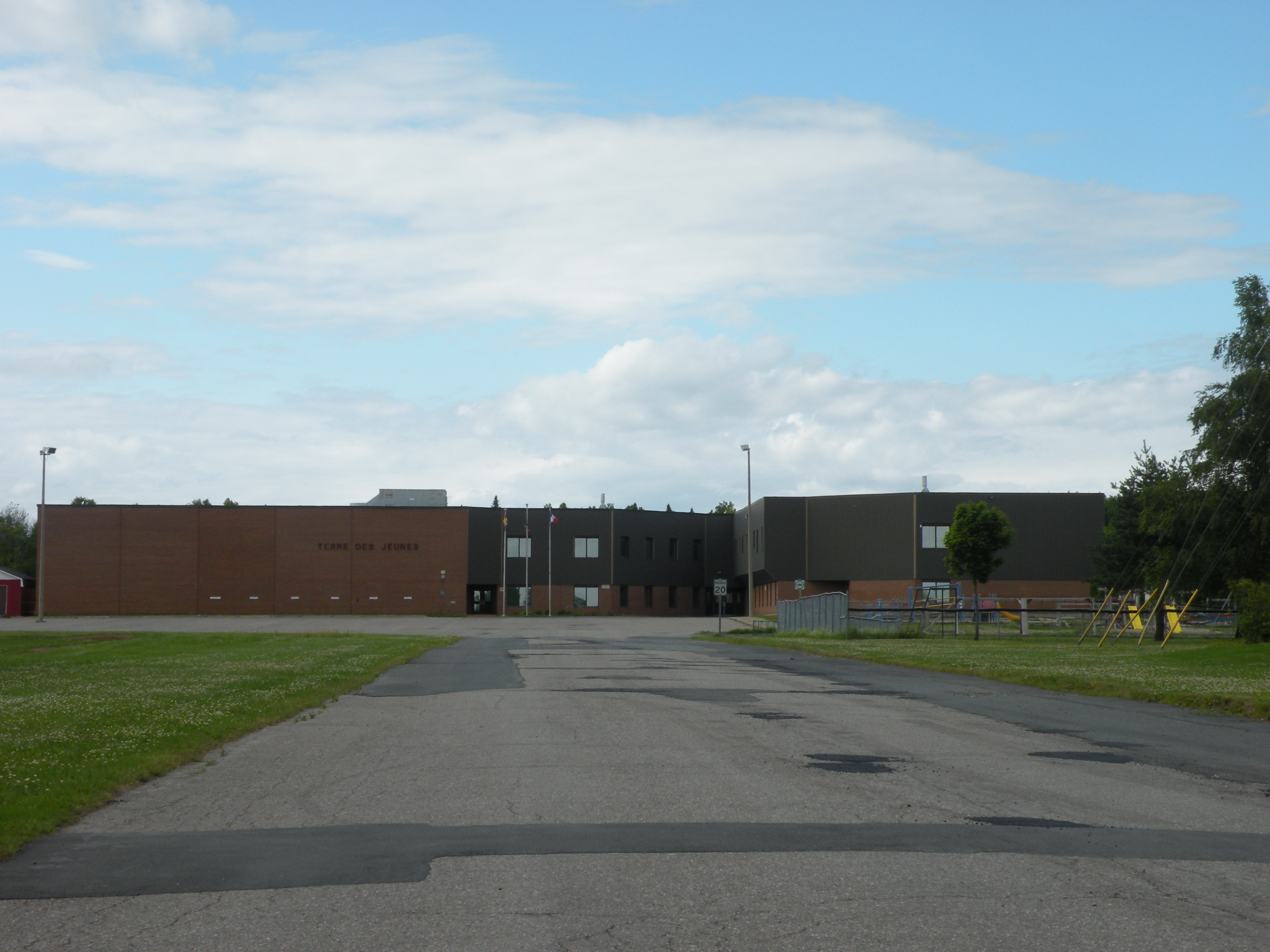
L'école Terre-des-Jeunes.
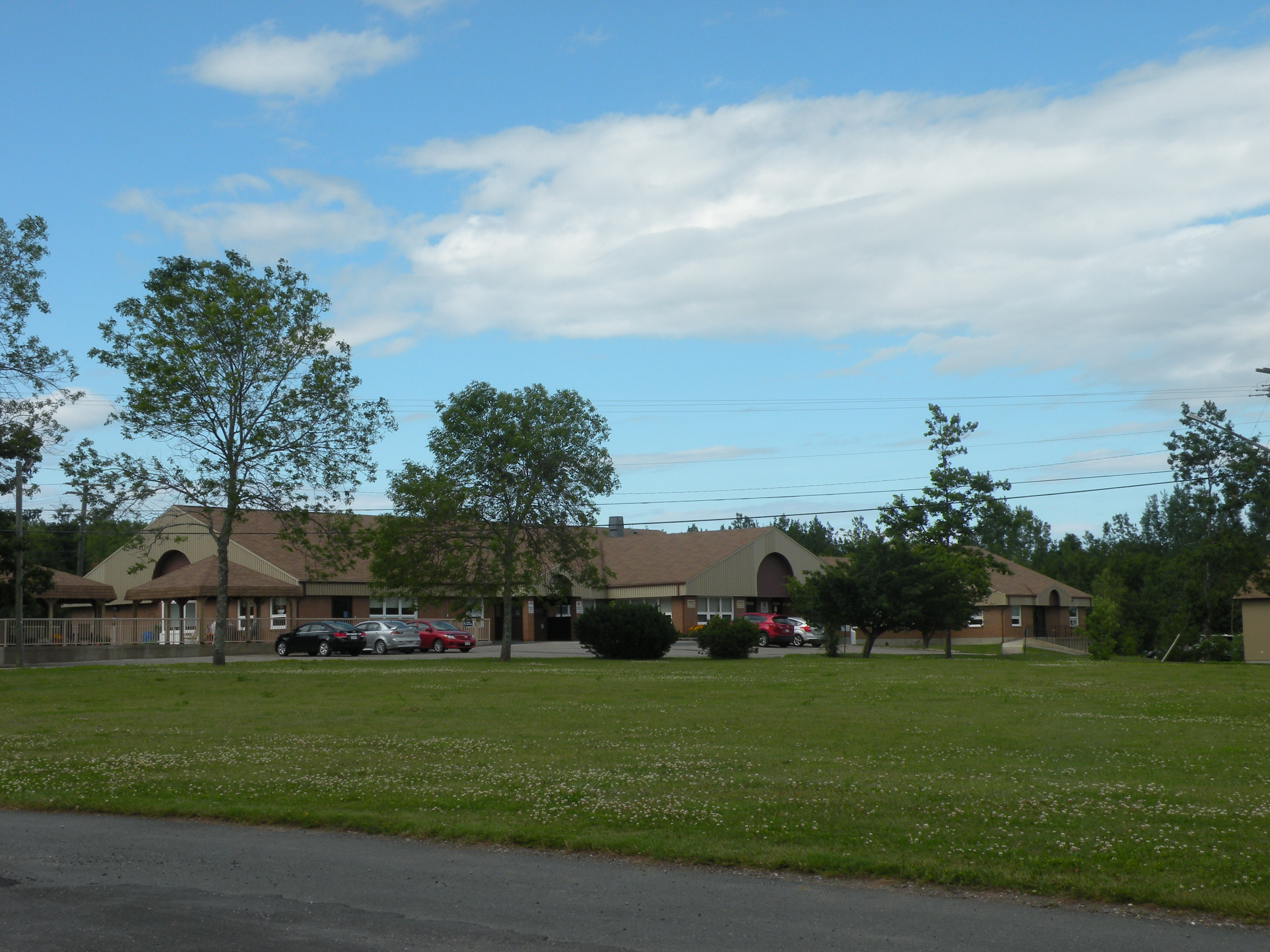
Le Manoir Edith B. Pinet.
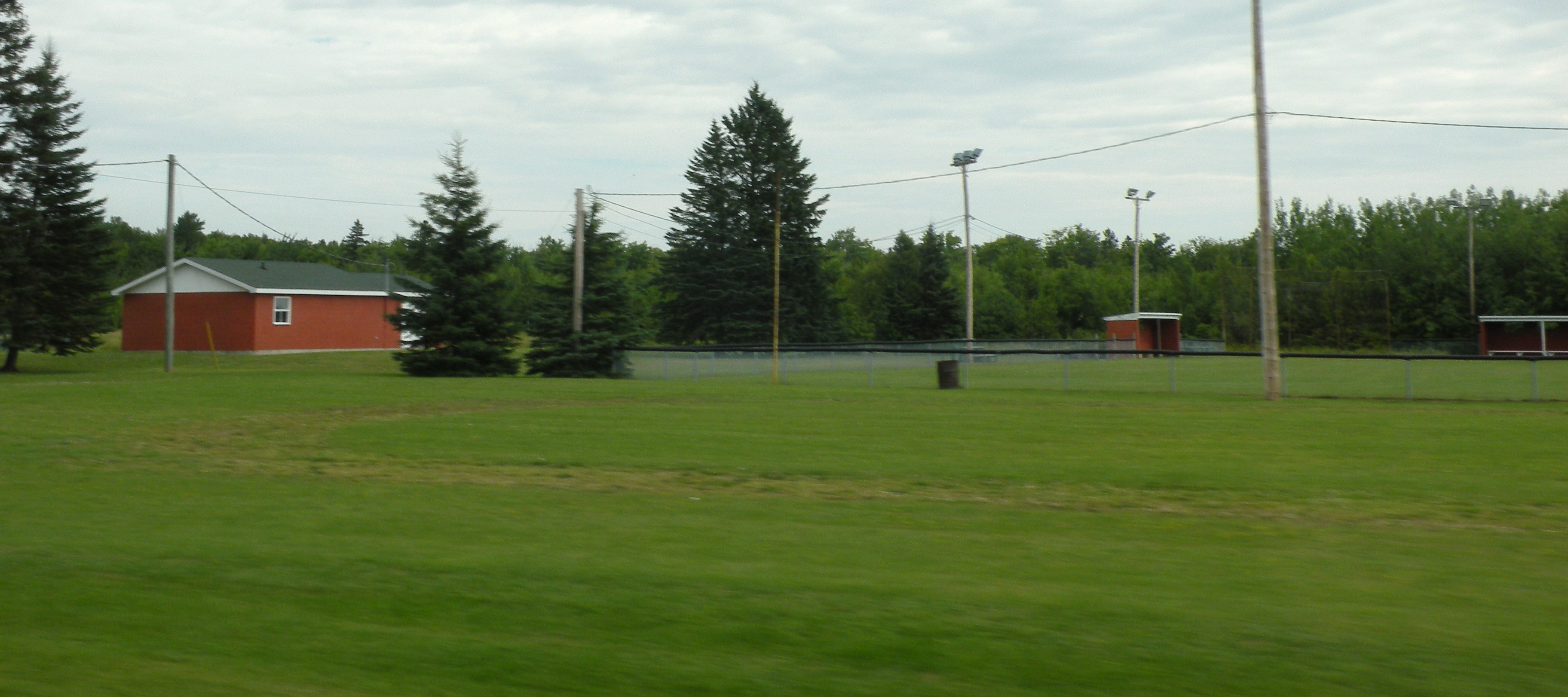
Des terrains de sport.

## Culture

### Salon de la renommée
Le Salon de la renommée a été inauguré le 31 juillet 1988 dans une salle de l'hôtel de ville. Pour y être admis, il faut avoir reçu l'ordre du Canada ou un diplôme honorifique ou encore avoir amélioré un record sportif canadien.
- Patrice Blanchard (né en 1931), administrateur.
- Édith Pinet (née en 1904 à Burnsville - morte en 1999 à Paquetville), infirmière.
- Édith Butler (née en 1942), chanteuse.
- Mgr Donat Chiasson (né en 1930), archevêque de Moncton.
- Andrée Clément (née en 1972), championne de judo.
- Joseph André Doucet (né en 1880 à l'île d'Anticosti, décédé en 1963 à Paquetville), homme politique.
- Irène Léger (née en 1923), religieuse et enseignante.
- Jean-Yves Thériault (né en 1955), champion mondial de kick boxing.

### Architecture et monuments
L'édifice qui attire le plus l'attention est l'église catholique Saint-Augustin, la plus grande église du Nouveau-Brunswick. C'est un édifice de pierre de taille en grès brun construit en 1920. La façade possède deux flèches et une statue dorée de Jésus-Christ.
En face de l'église se trouve le Monument aux fondateurs, comprenant ce texte:
« 
1873-1973. Cent ans, un siècle, un centenaire. Ce monument fut érigé en hommage aux fondateurs de la paroisse de Paquetville lors de son centième anniversaire.
 »
Le village compte deux cimetières, l'un à la diagonale de l'église et l'autre, plus ancien, à l'intersection. L'ancien cimetière compte un monument aux morts. La prière n'est plus récitée au conseil municipal.
La cabane à sucre du village est un édifice centenaire en bois rond au toit rouge. Elle est ouverte au public.

### Langues
Selon la Loi sur les langues officielles, Paquetville est officiellement francophone puisque moins de 20 % de la population parle l'anglais.

### Gastronomie
La cuisine traditionnelle de la région est la cuisine acadienne. Un plat typique est le fricot, une soupe contenant du poulet, des patates et des oignons avec beaucoup de bouillon et parfois des boules de pâtes assaisonnées. On y consomme bien sûr différents mets de poisson, le village possède même une poissonnerie. La cuisine est aussi caractérisée par un usage plus fréquent de bleuets, la principale culture locale, et de gibier.
Le village possède trois cabanes à sucre et des restaurants servant de la cuisine canadienne, bretonne et américaine.

### Sport
Paquetville était candidate, en coalition avec Bertrand et Saint-Isidore, pour l'obtention de la 31e finale des Jeux de l'Acadie. Les jeux ont finalement été accordés à Saint-Jean.

### Paquetville dans la culture
Paquetville est le titre d'une chanson éponyme d'Édith Butler.